# گلیبولو
گلیبولو (به ترکی استانبولی: Gelibolu) شهری است در کشور ترکیه که در استان چاناق‌قلعه واقع شده‌است. جمعیت این شهر بر اساس سرشماری سال ۲۰۰۸ میلادی ۲۷٬۱۶۰ نفر و بر اساس برآوردهای سال ۲۰۰۹ میلادی ۲۳٬۰۷۴ نفر می‌باشد.